# Vittuone
Vittuone is een gemeente in de Italiaanse metropolitane stad Milaan (regio Lombardije) en telt 8361 inwoners (31-12-2004). De oppervlakte bedraagt 6,0 km², de bevolkingsdichtheid is 1505 inwoners per km².

## Demografie
Vittuone telt ongeveer 3190 huishoudens. Het aantal inwoners steeg in de periode 1991-2001 met 3,6% volgens cijfers uit de tienjaarlijkse volkstellingen van ISTAT.
| Jaar | Inwoneraantal |
| ---- | ------------- |
| 1991 | 7267          |
| 2001 | 7526          |

## Geografie
De gemeente ligt op ongeveer 146 m boven zeeniveau.
Vittuone grenst aan de volgende gemeenten: Arluno, Sedriano, Corbetta en Cisliano.

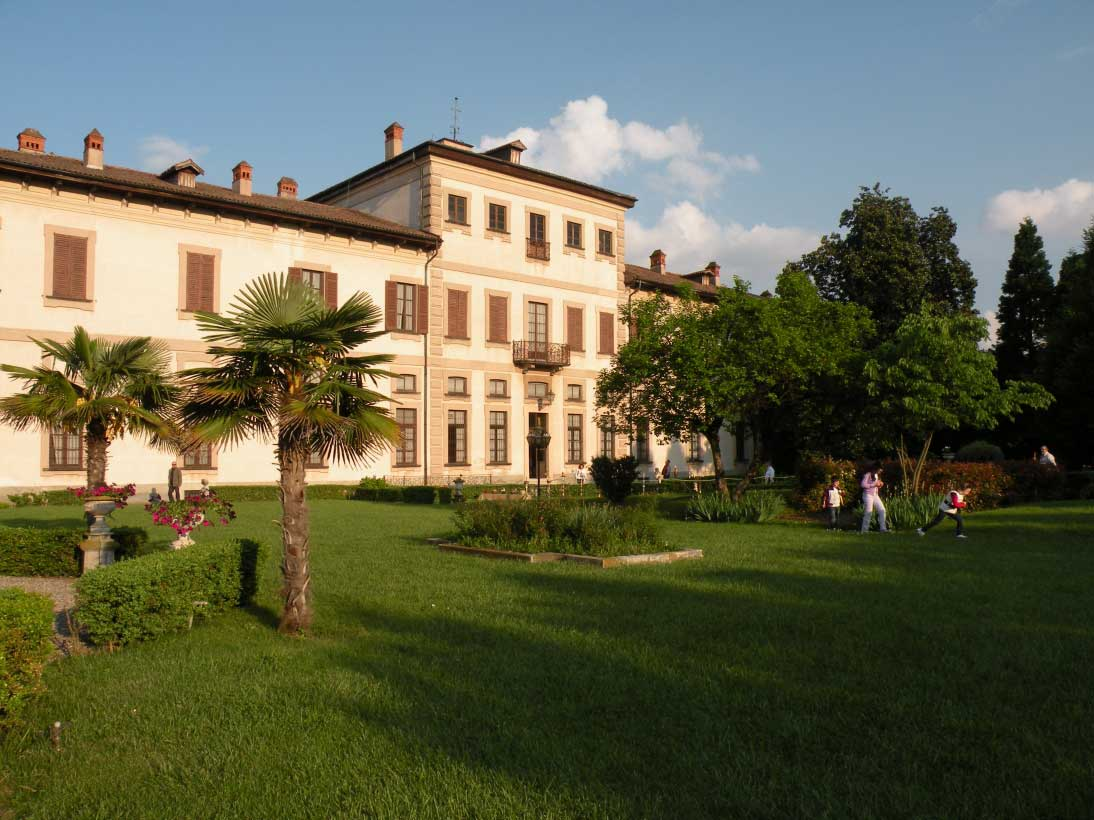
Villa